# Roundel (Verslehre)
Das Roundel ist in der angelsächsischen Literatur eine von Algernon Charles Swinburne entwickelte Gedichtform.
Ursprünglich bezeichnet das Wort roundel, abgeleitet vom lateinischen rondellus („(Metall-)Scheibe“) etwas Rundes, einen Kreis von Menschen, daher auch einen Kreistanz und ab Ende des 14. Jahrhunderts ein kurzes Gedicht oder Lied mit Refrain, insofern entspricht das Wort völlig dem französischen rondeau.
Heute versteht man unter Roundel, die von Swinburne in seinem A Century of Roundels eingeführte Gedichtform. Ein solches Gedicht hat 11 Zeilen in drei Strophen mit nur zwei Reimen und dem Reimschema
[abaR bab abaR]
R bezeichnet hier das rentrement: so wie beim Rondeau, der entsprechenden französischen Form, erscheinen die ersten Worte des ersten Verses am Ende der ersten Strophe und am Schluss des Gedichts. Als Beispiel der Form soll das selbstbezüglich The Roundel betitelte Gedicht dienen:
| A roundel is wrought as a ring or a starbright sphere, With craft of delight and with cunning of sound unsought, That the heart of the hearer may smile if to pleasure his ear A roundel is wrought. Its jewel of music is carven of all or of aught – Love, laughter, or mourning – remembrance of rapture or fear – That fancy may fashion to hang in the ear of thought. As a bird's quick song runs round, and the hearts in us hear Pause answer to pause, and again the same strain caught, So moves the device whence, round as a pearl or tear, A roundel is wrought. | a b a R b a b a b a R |

Die Form wurde nur von wenigen Nachfolgern aufgenommen, zu diesen zählen John Davidson, Ernest Dowson, Sara Teasdale und Arthur Symons. Auch die Dichterin Christina Rossetti, der Swinburne seine Sammlung gewidmet hatte, verfasste einige Roundels, darunter ein nie veröffentlichtes, in dem sie roundel auf scoundrel („Schuft“) reimte.